# Saison 2012-2013 du Tottenham Hotspur FC
Maillots
Chronologie
Saison précédente Saison suivante
La saison 2012-2013 du Tottenham Hotspur FC est la 21e saison du club en Premier League.
Cette saison est la première saison du club sous les ordres de l'entraîneur portugais André Villas-Boas, ayant pris la succession de Harry Redknapp. Sur le marché des transferts, le club se montre très actif en recrutant plusieurs futures figures importantes de club comme le défenseur belge Jan Vertonghen, le milieu de terrain belge Mousa Dembélé ou encore le gardien français Hugo Lloris.
Au niveau des résultats, le club bat son record de points en Premier League, collectant un total de 72 points, total insuffisant pour que Tottenham Hotspur se qualifie en Ligue des champions (les Spurs terminent à la cinquième place à un point d'Arsenal). En Ligue Europa, après avoir éliminé successivement l'Olympique lyonnais et l'Inter Milan, Tottenham est éliminé par le club suisse du FC Bâle aux tirs au but (4-4 ; 4-1 t.a.b.).
Gareth Bale, ailier gallois des Spurs, est le meilleur buteur de Tottenham cette saison, avec un total de 26 buts toutes compétitions confondues et est élu meilleur joueur de la Premier League pour la deuxième fois de sa carrière après 2011.

## Transferts
| Nom                  | Poste             | Nationalité | Transfert | Indemnité         | Mercato       | Provenance/Destination | Division       |
| Arrivées             |                   |             |           |                   |               |                        |                |
| Gylfi Sigurðsson     | Milieu de terrain | Islande     | Transfert | 10 millions d'€   | Mercato d'été | 1899 Hoffenheim        | Bundesliga     |
| Jan Vertonghen       | Défenseur         | Belgique    | Transfert | 12,5 millions d'€ | Mercato d'été | Ajax Amsterdam         | Eredivisie     |
| Emmanuel Adebayor    | Milieu de terrain | Togo        | Transfert | 6,4 millions d'€  | Mercato d'été | Manchester City        | Premier League |
| Mousa Dembélé        | Milieu de terrain | Belgique    | Transfert | 19 millions d'€   | Mercato d'été | Fulham FC              | Premier League |
| Hugo Lloris          | Gardien de but    | France      | Transfert | 12,6 millions d'€ | Mercato d'été | Olympique lyonnais     | Ligue 1        |
| Clint Dempsey        | Milieu de terrain | États-Unis  | Transfert | 7,5 millions d'€  | Mercato d'été | Fulham FC              | Premier League |
| Départ               |                   |             |           |                   |               |                        |                |
| Niko Kranjčar        | Milieu de terrain | Croatie     | Transfert | 22 millions d'€   | Mercato d'été | Dynamo Kiev            | Premier-Liga   |
| Luka Modrić          | Milieu de terrain | Croatie     | Transfert | 9 millions d'€    | Mercato d'été | Real Madrid            | La Liga        |
| Rafael van der Vaart | Attaquant         | Pays-Bas    | Transfert | 5 millions d'€    | Mercato d'été | Hambourg               | Bundesliga     |
| Louis Saha           | Attaquant         | France      | Libre     |                   | Mercato d'été | Sunderland             | Premier League |

## Championnat d'Angleterre 2012-2013

### Classement
| Rang | Équipe              | Pts | J  | G  | N  | P  | Bp | Bc | Diff |
| ---- | ------------------- | --- | -- | -- | -- | -- | -- | -- | ---- |
| 1    | Manchester United   | 89  | 38 | 28 | 5  | 5  | 86 | 43 | +43  |
| 2    | Manchester City T S | 78  | 38 | 23 | 9  | 6  | 66 | 34 | +32  |
| 3    | Chelsea C3          | 75  | 38 | 22 | 9  | 7  | 75 | 39 | +36  |
| 4    | Arsenal             | 73  | 38 | 21 | 10 | 7  | 72 | 37 | +35  |
| 5    | Tottenham Hotspur   | 72  | 38 | 21 | 9  | 8  | 66 | 46 | +20  |
| 6    | Everton             | 63  | 38 | 16 | 15 | 7  | 55 | 40 | +15  |
| 7    | Liverpool           | 61  | 38 | 16 | 13 | 9  | 71 | 43 | +28  |
| 8    | West Bromwich       | 49  | 38 | 14 | 7  | 17 | 53 | 57 | -4   |
| 9    | Swansea City L      | 46  | 38 | 11 | 13 | 14 | 47 | 51 | -4   |
| 10   | West Ham United P   | 46  | 38 | 12 | 10 | 16 | 45 | 53 | -8   |
| 11   | Norwich City        | 44  | 38 | 10 | 14 | 14 | 41 | 58 | -17  |
| 12   | Fulham              | 43  | 38 | 11 | 10 | 17 | 50 | 60 | -10  |
| 13   | Stoke City          | 42  | 38 | 9  | 15 | 14 | 34 | 45 | -11  |
| 14   | Southampton P       | 41  | 38 | 9  | 14 | 15 | 49 | 60 | -11  |
| 15   | Aston Villa         | 41  | 38 | 10 | 11 | 17 | 47 | 69 | -22  |
| 16   | Newcastle United    | 41  | 38 | 11 | 8  | 19 | 45 | 68 | -23  |
| 17   | Sunderland          | 39  | 38 | 9  | 12 | 17 | 41 | 54 | -13  |
| 18   | Wigan Athletic C    | 36  | 38 | 9  | 9  | 20 | 47 | 73 | -26  |
| 19   | Reading P           | 28  | 38 | 6  | 10 | 22 | 43 | 73 | -30  |
| 20   | Queens Park Rangers | 25  | 38 | 4  | 13 | 21 | 30 | 60 | -30  |

Qualifications européennes
Ligue des champions 2013-2014
- 1er 2e et 3e : phase de groupes
- 4e : tour de barrages pour non-champions

Ligue Europa 2013-2014
- C  : phase de groupes
- 5e : tour de barrages
- L : 3e tour de qualification

Relégation
- 18e, 19e et 20e : relégation en Championship

Abréviations
T : Tenant du titre

P : Promus de Championship

S : Vainqueur du Community Shield 2012

L : Vainqueur de la Capital One Cup 2012-2013

C : Vainqueur de la FA Cup 2012-2013

C3 : Vainqueur de la Ligue Europa 2012-2013

### Résultats
| Date               | Journée | Adversaire           | Lieu | Score | Buteurs de Tottenham Hotspur          | Class. | Public |
| ------------------ | ------- | -------------------- | ---- | ----- | ------------------------------------- | ------ | ------ |
| 18 août 2012       | 1       | Newcastle United     | Ext. | 2 - 1 | Defoe 76e                             | 14e    | 52 385 |
| 25 août 2012       | 2       | West Bromwich Albion | Dom. | 1 - 1 | Assou-Ekotto 74e                      | 14e    | 36 166 |
| 1er septembre 2012 | 3       | Norwich City         | Dom. | 1 - 1 | Dembélé 68e                           | 14e    | 36 142 |
| 16 septembre 2012  | 4       | Reading FC           | Ext. | 1 - 3 | Defoe 18e 74e, Bale 71e               | 10e    | 24 160 |
| 23 septembre 2012  | 5       | Queens Park Rangers  | Dom. | 2 - 1 | Faurlín 60e (csc), Defoe 61e          | 8e     | 36 052 |
| 29 septembre 2012  | 6       | Manchester United    | Ext. | 2 - 3 | Evans 2e (csc), Bale 32e, Dempsey 52e | 5e     | 75 566 |
| 7 octobre 2012     | 7       | Aston Villa          | Dom. | 2 - 0 | Caulker 58e, Lennon 67e               | 5e     | 35 802 |
| 20 octobre 2012    | 8       | Chelsea FC           | Dom. | 2 - 4 | Gallas 47e, Defoe 54e                 | 5e     | 36 060 |
| 28 octobre 2012    | 9       | Southampton FC       | Ext. | 1 - 2 | Bale 15e, Dempsey 39e                 | 4e     | 31 944 |
| 3 novembre 2012    | 10      | Wigan Athletic       | Dom. | 0 - 1 | -                                     | 6e     | 35 534 |
| 11 novembre 2012   | 11      | Manchester City      | Ext. | 2 - 1 | Caulker 21e                           | 7e     | 47 208 |
| 17 novembre 2012   | 12      | Arsenal FC           | Ext. | 5 - 2 | Adebayor 10e, Bale 71e                | 7e     | 60 111 |
| 25 novembre 2012   | 13      | West Ham United      | Dom. | 3 - 1 | Defoe 44e 64e, Bale 58e               | 7e     | 36 034 |
| 28 novembre 2012   | 14      | Liverpool FC         | Dom. | 2 - 1 | Lennon 7e, Bale 16e                   | 5e     | 36 162 |
| 1er décembre 2012  | 15      | Fulham FC            | Ext. | 0 - 3 | Sandro 55e, Defoe 72e 77e             | 4e     | 25 426 |
| 9 décembre 2012    | 16      | Everton FC           | Ext. | 2 - 1 | Dempsey 76e                           | 4e     | 36 494 |
| 16 décembre 2012   | 17      | Swansea City         | Dom. | 1 - 0 | Vertonghen 75e                        | 4e     | 35 783 |
| 22 décembre 2012   | 18      | Stoke City           | Dom. | 0 - 0 | -                                     | 6e     | 35 702 |
| 26 décembre 2012   | 19      | Aston Villa          | Ext. | 0 - 4 | Defoe 57e, Bale 61e 73e 84e           | 4e     | 36 863 |
| 28 décembre 2012   | 20      | Sunderland           | Ext. | 1 - 2 | Cuéllar 48e (csc), Lennon 51e         | 4e     | 41 168 |
| 1er janvier 2013   | 21      | Reading FC           | Dom. | 3 - 1 | Dawson 9e, Adebayor 51e, Dempsey 79e  | 3e     | 36 180 |
| 12 janvier 2013    | 22      | Queens Park Rangers  | Ext. | 0 - 0 | -                                     | 4e     | 18 018 |
| 20 janvier 2013    | 23      | Manchester United    | Dom. | 1 - 1 | Dempsey 90+3e                         | 4e     | 35 956 |
| 30 janvier 2013    | 24      | Norwich City         | Ext. | 1 - 1 | Bale 80e                              | 4e     | 26 818 |
| 3 février 2013     | 25      | West Bromwich Albion | Ext. | 0 - 1 | Bale 67e                              | 4e     | 24 978 |
| 9 février 2013     | 26      | Newcastle United     | Dom. | 2 - 1 | Bale 5e 78e                           | 4e     | 36 244 |
| 25 février 2013    | 27      | West Ham United      | Ext. | 2 - 3 | Bale 13e 90e, Sigurðsson 76e          | 3e     | 35 005 |
| 3 mars 2013        | 28      | Arsenal FC           | Dom. | 2 - 1 | Bale 37e, Lennon 39e                  | 3e     | 36 170 |
| 10 mars 2013       | 29      | Liverpool FC         | Ext. | 3 - 2 | Vertonghen 45e 53e                    | 3e     | 44 752 |
| 17 mars 2013       | 30      | Fulham FC            | Dom. | 0 - 1 | -                                     | 4e     | 36 004 |
| 30 mars 2013       | 31      | Swansea City         | Ext. | 1 - 2 | Vertonghen 7e, Bale 21e               | 3e     | 20 604 |
| 7 avril 2013       | 32      | Everton FC           | Dom. | 2 - 2 | Adebayor 1re, Sigurðsson 80e          | 5e     | 36 192 |
| 21 avril 2013      | 33      | Manchester City      | Dom. | 3 - 1 | Dempsey 75e, Defoe 80e, Bale 82e      | 5e     | 36 121 |
| 27 avril 2013      | 34      | Wigan Athletic       | Ext. | 2 - 2 | Bale 9e, Boyce 90e (csc)              | 5e     | 22 326 |
| 4 mai 2013         | 35      | Southampton FC       | Dom. | 1 - 0 | Bale 86e                              | 5e     | 36 190 |
| 8 mai 2013         | 36      | Chelsea FC           | Dom. | 2 - 2 | Adebayor 26e, Sigurðsson 80e          | 5e     | 41 581 |
| 12 mai 2013        | 37      | Stoke City           | Ext. | 1 - 2 | Dempsey 20e, Adebayor 83e             | 5e     | 27 531 |
| 19 mai 2013        | 38      | Sunderland           | Dom. | 1 - 0 | Bale 90e                              | 5e     | 36 763 |

## Coupe d'Angleterre 2012-2013
| Date            | Tour | Adversaire    | Lieu | Score | Buteurs de Tottenham Hotspur | Public |
| --------------- | ---- | ------------- | ---- | ----- | ---------------------------- | ------ |
| 5 janvier 2013  | 3    | Coventry City | Dom. | 3 - 0 | Dempsey 14e 37e, Bale 33e    | 35 766 |
| 27 janvier 2013 | 4    | Leeds United  | Ext. | 2 - 1 | Dempsey 58e                  | 29 243 |

## Coupe de la ligue anglaise 2012-2013
| Date              | Tour | Adversaire      | Lieu | Score | Buteurs de Tottenham Hotspur                 | Public |
| ----------------- | ---- | --------------- | ---- | ----- | -------------------------------------------- | ------ |
| 26 septembre 2012 | 3    | Carlisle United | Ext. | 0 - 3 | Vertonghen 37e, Townsend 53e, Sigurðsson 89e | 12 625 |
| 31 octobre 2012   | 4    | Norwich City    | Ext. | 2 - 1 | Bale 66e                                     | 16 465 |

## Ligue Europa 2012-2013

### Phase de groupes

#### Groupe J
| Rang | Équipe            | Pts | J | G | N | P | Bp | Bc | Diff |  | Résultats (▼ dom., ► ext.) |     |     |     |     |
| ---- | ----------------- | --- | - | - | - | - | -- | -- | ---- |  | -------------------------- | --- | --- | --- | --- |
| 1    | Lazio Rome        | 12  | 6 | 3 | 3 | 0 | 9  | 2  | +7   |  | Lazio Rome                 |     | 0-0 | 1-0 | 1-0 |
| 2    | Tottenham Hotspur | 10  | 6 | 2 | 4 | 0 | 8  | 4  | +4   |  | Tottenham Hotspur          | 0-0 |     | 3-1 | 3-1 |
| 3    | Panathinaïkos     | 5   | 6 | 1 | 2 | 3 | 4  | 11 | -7   |  | Panathinaïkos              | 1-1 | 1-1 |     | 1-0 |
| 4    | NK Maribor        | 4   | 6 | 1 | 1 | 4 | 6  | 10 | -4   |  | NK Maribor                 | 1-4 | 1-1 | 3-0 |     |